# Brachypodium
Tribu
Genre
Classification phylogénétique
Brachypodium (les Brachypodes) est un genre de plantes herbacées monocotylédones de la famille des Poaceae (graminées), originaire des régions tempérées d'Eurasie, d'Afrique et d'Amérique latine. C'est l'unique genre de la tribu des Brachypodieae (tribu monotypique).
Il comprend une vingtaine d'espèces qui peuvent être observées dans les régions tempérées et subtropicales de l'ensemble du globe.
Étymologie : le nom générique Brachypodium est formé des racines grecques brachys (court) et podion (petit pied), en référence au très court pédicelle des épillets (subsessiles).

## Systématique
Le genre appartient à la sous-famille des Pooideae et est l'unique représentant de la tribu des Brachypodieae. Le genre est proche de la racine des Pooideae et est monophylétique.

## Liste des espèces et sous-espèces
Selon World Checklist of Selected Plant Families (WCSP) (9 septembre 2016) :
- Brachypodium × ambrosii Sennen, Treb. Mus. Ci. Nat. Barcelona (1931)
- Brachypodium × apollinaris Sennen, Treb. Mus. Ci. Nat. Barcelona (1931)
- Brachypodium arbuscula Gay ex Knoche (1923)
- Brachypodium atlanticum Dobignard (2010)
- Brachypodium bolusii Stapf (1900)
- Brachypodium × cugnacii A.Camus (1931)
- Brachypodium × diazii Sennen, Treb. Mus. Ci. Nat. Barcelona (1931)
- Brachypodium distachyon (L.) P.Beauv., Ess. Agrostogr.: 101, 155 (1812)
- Brachypodium flexum Nees (1841)
- Brachypodium glaucovirens (Murb.) Sagorski, Mitth. Thüring. Bot. Vereins, n.f. (1901)
- Brachypodium humbertianum A.Camus (1955)
- Brachypodium kawakamii Hayata (1907)
- Brachypodium kotschyi Boiss. (1884)
- Brachypodium madagascariense A.Camus & H.Perrier (1922)
- Brachypodium mexicanum (Roem. & Schult.) Link (1827)
- Brachypodium perrieri A.Camus (1922)
- Brachypodium phoenicoides (L.) Roem. & Schult., Syst. Veg. (1817)
- Brachypodium pinnatum (L.) P.Beauv., Ess. Agrostogr.: 101, 155 (1812)
- Brachypodium pringlei Scribn. ex Beal (1896)
- Brachypodium retusum (Pers.) P.Beauv., Ess. Agrostogr.: 101, 155 (1812)
- Brachypodium sylvaticum (Huds.) P.Beauv., Ess. Agrostogr.: 101, 155 (1812)
  - sous-espèce Brachypodium sylvaticum subsp. creticum H.Scholz & Greuter (1985)
  - sous-espèce Brachypodium sylvaticum subsp. sylvaticum

## Consommateurs
Les chenilles des papillons de jour (rhopalocères) suivants se nourrissent d'espèces de Brachypodium :
- Demi-deuil ou Échiquier commun, Melanargia galathea, (sur Brachypodium pinnatum),
- Echiquier de l'Occitanie, Melanargia occitanica, (sur Brachypodium pinnatum),
- Ocellé rubané ou Tityre, Pyronia bathseba (Nymphalidae) (sur Brachypodium sylvaticum).